# Elecciones generales de Perú de 1950
Las elecciones generales del Perú de 1950 se realizaron el domingo 2 de julio, para elegir al Presidente y ocupar dos puestos en el Congreso. Manuel Odría fue el único candidato, después de que Ernesto Montagne Markholz se retirara, luego que el Jurado Nacional de Elecciones rechazara su inscripción el 11 de junio de 1950.
Por lo tanto, Manuel Odría recibió 550 779 votos emitidos dándole una victoria con el 98%, convirtiéndose en presidente mediante elecciones, mientras que Héctor Boza fue vicepresidente.

## Historia
Manuel Odría se afirmaba en el poder después del golpe de Estado en 1948 (derrocó al gobierno de José Luis Bustamante y Rivero), sin embargo, su objetivo era constitucionalizarse como Presidente. Para lograrlo, llamó a elecciones generales para mayo de 1950. Con el fin de cumplir con el artículo constitucional que impedía la candidatura de todo aquel que ejerciera el cargo, Odría renunció como presidente solo 30 días antes de los comicios.
Para estas elecciones la Junta Militar nombró una Comisión que se encargó de elaborar un proyecto de Estatuto Electoral (D.L. n.º 11100), que estuvo conformado en su mayoría por odriístas, así como por otras personalidades como el general Montagne, exsenador por Loreto del FDN y postulante de la Liga Democrática. Poco después renunció a dicha comisión por encontrarse en desacuerdo con el Estatuto Electoral que favorecía al candidato oficial.
En Arequipa, surgió un movimiento opuesto al régimen que tomó el nombre de "Liga Nacional Democrática", de inspiración social-cristiana, y que lanzó la candidatura de Ernesto Montagne Markholz. La Liga fue apoyada por la ya agonizante Unión Revolucionaria que propuso, como primer vicepresidente en la lista, a Ernesto Delgado Gutiérrez. Completaba la plancha presidencial, el arequipeño Francisco Mostajo Miranda.
Al renunciar Odría dejó en el cargo al general Zenón Noriega Agüero. Como último recurso la dictadura, negó la inscripción de la lista de la Liga. Posteriormente, ante el mensaje de protesta del general Montagne, éste fue apresado conjuntamente con los principales líderes de su agrupación. Lo acusaban de haber intervenido en la rebelión de Arequipa de junio de 1950 que, en realidad, tuvo otros móviles a pesar de la participación de muchos miembros de la Liga.
La represión de la dictadura fue sangrienta y creó un clima de mayor intimidación en una de las elecciones más antidemocráticas que se recuerda. Los escrutinios no fueron públicos pero, oficialmente, se declaró que el dictador había obtenido 550,779 votos, aproximadamente el 80% de los votos emitidos. Ocuparon las vicepresidencias Héctor Boza y Federico Bolognesi. De esta manera se intentaba legalizar la dictadura.

## Resultados
| #               | Foto            | Nombre          | Partido             | Total de Votos | % de Votos     |
| --------------- | --------------- | --------------- | ------------------- | -------------- | -------------- |
| 1               |                 | Manuel Odría    | Partido Restaurador | 550.779        | \| \| 100 % \| |
| Votos en blanco | Votos en blanco | Votos en blanco | Votos en blanco     | 0              | 0%             |
| Votos viciados  | Votos viciados  | Votos viciados  | Votos viciados      | 0              | 0%             |
| Total           | Total           | Total           | Total               | 550.779        | 98%            |
|                 | 100 %           |                 |                     |                |                |

En 1945 la población electoral peruana inscrita era de 776.572,  dicha cantidad para 1950 había aumentado, sin embargo, no se tienen registro del incremento. Esto evidencio que la votación obtenida por el único candidato, Odría, no estaba en las condiciones propias para unas elecciones democráticas.